# 芒怕河 (澜沧)
芒怕河，也作芒帕河，位于中华人民共和国云南省普洱市澜沧拉祜族自治县东部的一条河流，是澜沧江右岸支流。上游称谦哲河，发源于南岭乡谦哲村那别寨西北，向东南流至南岭乡芒付村芒登高小寨转东北流，经谦六彝族乡乍乃村、大桥头村等地，最后于大山乡大山村下募乃以东注入澜沧江糯扎渡水电站水库。河长58.1千米，流域面积589.7平方千米，落差1390米。